# Sabino Fernández Campo
Sabino Fernández Campo, comte de Latores, (Oviedo, 17 de març de 1918 - Madrid, 26 d'octubre de 2009) va ser un militar espanyol i assistent personal del rei Joan Carles I de Borbó. Va ser un actor important en el període de la transició espanyola.

## Biografia
Va néixer el 1918 a la ciutat d'Oviedo, capital del Principat d'Astúries. El 1936 es va allistar al començament de la guerra en una bandera de milícies de Falange Espanyola, combatent al costat del bàndol revoltat en la Guerra Civil, arribant a alferes provisional i tinent. Llicenciat en Dret per la Universitat d'Oviedo, més tard va ingressar en el Cos Militar d'Intervenció. Va ser cap d'estudis i professor de l'Acadèmia d'Intervenció Militar durant la dictadura, on va arribar a ser general interventor el 1980. També va ser interventor de la Casa Militar del General Franco. Se li va concedir el títol honorífic de tinent general. Es va formar en l'Industrial College dels Estats Units d'Amèrica i es va diplomar en economia de guerra.
A partir de 1959 va ser secretari militar de sis ministres de l'Exèrcit de la dictadura de Franco. El 1975 va ser nomenat subsecretari de la Presidència del Govern a proposta del seu amic i protector Alfonso Armada i del ministre Alfonso Osorio, i del Ministeri d'Informació i Turisme un any més tard al govern de Arias Navarro. De nou a proposta de Alfonso Armada, el va succeir el 1977 com a secretari general de la Casa Reial Espanyola fins a 1990, sent des de 1990 a 1993 cap de la Casa del Rei en substitució de Nicolás Cotoner y Cotoner. L'any 1988 la Generalitat de Catalunya li concedí la Creu de Sant Jordi.
El 1990 el Rei va nomenar secretari general de Sa Casa l'ambaixador José Joaquín Puig de la Bellacasa, amb la intenció que en un futur proper passés a ocupar la prefectura d'aquesta succeint el general, qui havia acordat amb el Rei jubilar-se. No obstant això, no va respectar l'establert pel Rei, ni va complir la seva manifestada voluntat de jubilar-se i va fer tot el possible per forçar la sortida de l'ambaixador el 1991, utilitzant una amiga mallorquina del monarca, malgrat ser tretze anys més jove i no tenir pressa a rellevar-lo com a Cap de la Casa. A causa de desavinences i indiscrecions sobre el Rei i a la seva avançada edat, finalment va ser substituït pel diplomàtic Fernando Almansa a instàncies de Mario Conde el gener de 1993.
El 1991 va ser nomenat Fill Predilecte d'Oviedo.
Va ser professor de l'Acadèmia d'Intervenció, membre d'honor de la Reial Acadèmia de Medicina d'Astúries i Lleó, de la Reial Acadèmia de Doctors, Censor de la Reial Acadèmia de Ciències Morals i Polítiques i acadèmic corresponent de la Reial Acadèmia de Jurisprudència i Legislació.
Va morir el 2009 a la Clínica Ruber Internacional de Madrid, a l'edat de 91 anys, a causa d'una pneumònia, seqüela patida després de ser intervingut quirúrgicament per una infecció intestinal.
La ciutat d'Oviedo va erigir un monument homenatge al general Sabino Fernández, l'anomenat Monumento al General Sabino Fernández Campo en el parc conegut com a Campo de San Francisco, obra de Víctor Ochoa, inaugurat l'any 2001.

## 23-F
Quan va esdevenir el cop d'estat del 23 de febrer de 1981 era secretari general de la Casa del Rei i va ajudar el rei Joan Carles I realitzant crides a diversos sectors militars, com ara capitanies generals, Estat Major, etc. Seva va ser la frase «Ni està, ni se l'espera», que va servir de contestació a una pregunta del general José Juste (general de la Divisió Cuirassada Brunete) sobre si Alfonso Armada havia arribat al Palau de la Zarzuela, amb la qual li va fer saber que la Casa Reial no tenia la més mínima intenció de donar suport al cop d'Estat.

## Distincions honorífiques
- Cavaller Gran Creu de la Reial i Distinguida Orde de Carles III (Regne d'Espanya, 08/01/1993).[5]
- Cavaller del Reial Cos de la Noblesa del Principat d'Astúries (Regne d'Espanya).
- Vice Gran Mestre de la Reial Orde de Cavallers de Santa Maria del Puig (Regne d'Espanya).